# Quaestus
Quaestus es un género de escarabajos de la familia Leiodidae.

## Especies
Se reconocen las siguientes:
- Quaestus acuminatus
- Quaestus adnexus
- Quaestus amicalis
- Quaestus angustitarsis
- Quaestus arcanus
- Quaestus asturicus
- Quaestus autumnalis
- Quaestus avicularis
- Quaestus breuili
- Quaestus bustilloi
- Quaestus canis
- Quaestus cantabricus
- Quaestus cisnerosii
- Quaestus diegoi
- Quaestus escalerai
- Quaestus espanoli
- Quaestus filicornis
- Quaestus incognitus
- Quaestus jeannei
- Quaestus jubilationis
- Quaestus littoralis
- Quaestus longicornis
- Quaestus luctuosus
- Quaestus mermejaensis
- Quaestus minos
- Quaestus nietoi
- Quaestus noltei
- Quaestus nuptialis
- Quaestus occidentalis
- Quaestus olajensis
- Quaestus oxypterus
- Quaestus pachecoi
- Quaestus pasensis
- Quaestus perezi
- Quaestus pseudoccidentalis
- Quaestus recordationis
- Quaestus sajaensis
- Quaestus sellai
- Quaestus sharpi
- Quaestus spinulosus
- Quaestus suevensis
- Quaestus variabilis